# Kluczewsko (gemeente)
De gemeente Kluczewsko is een landgemeente in het Poolse woiwodschap Święty Krzyż, in powiat Włoszczowski.
De zetel van de gemeente is in Kluczewsko.
Op 30 juni 2004 telde de gemeente 5196 inwoners.

## Oppervlakte gegevens
In 2002 bedroeg de totale oppervlakte van gemeente Kluczewsko 137,05 km², waarvan:
- agrarisch gebied: 56%
- bossen: 38%

De gemeente beslaat 15,12% van de totale oppervlakte van de powiat.

## Demografie
Stand op 30 juni 2004:
| Omschrijving                   | Totaal | Totaal | Vrouwen | Vrouwen | Mannen | Mannen |
| ------------------------------ | ------ | ------ | ------- | ------- | ------ | ------ |
| eenheid                        | aantal | %      | aantal  | %       | aantal | %      |
| inwoners                       | 5196   | 100    | 2554    | 49,2    | 2642   | 50,8   |
| bevolkingsdichtheid (inw./km²) | 37,9   | 37,9   | 18,6    | 18,6    | 19,3   | 19,3   |

In 2002 bedroeg het gemiddelde inkomen per inwoner 1395,35 zł.

## Aangrenzende gemeenten
Krasocin, Przedbórz, Wielgomłyny, Włoszczowa, Żytno